# Sarroca de Lleida
Sarroca de Lleida község Spanyolországban, Lleida tartományban. Sarroca de Lleida Torres de Segre, Alcanó, Aitona, Llardecans, Torrebesses és Sunyer községekkel határos. Lakosainak száma 381 fő (2024).

## Népesség
A település népessége az utóbbi években az alábbiak szerint változott:
| Lakosok száma | 79   | 721  | 903  | 673  | 518  | 437  | 432  | 403  | 363  | 381  |
|               | 1717 | 1887 | 1936 | 1960 | 1986 | 2004 | 2009 | 2014 | 2019 | 2024 |